# Gentiana pudica
Gentiana pudica är en gentianaväxtart som beskrevs av Carl Maximowicz. Gentiana pudica ingår i släktet gentianor, och familjen gentianaväxter. Inga underarter finns listade i Catalogue of Life.